# Bruce Tulloh
Michael Bruce Swinton Tulloh  (né le 29 septembre 1935 à Datchet et mort le 28 avril 2018 à Marlborough) est un athlète britannique, spécialiste des courses de fond.

## Carrière
Il a la caractéristique de disputer ses courses pieds-nus.
Il se distingue en 1962 en remportant la médaille d'or du 5 000 mètres lors des Championnats d'Europe de Belgrade, devançant avec le temps de 14 min 00 6 le Polonais Kazimierz Zimny et le Soviétique Pyotr Bolotnikov.
En 1969, Bruce Tulloh parcourt 2 876 miles de Los Angeles à New York en 64 jours.

### Palmarès
| Date | Compétition           | Lieu     | Résultat | Épreuve |
| ---- | --------------------- | -------- | -------- | ------- |
| 1962 | Championnats d'Europe | Belgrade | 1er      | 5 000 m |

### Records
| Épreuve | Performance   | Lieu | Date |
| ------- | ------------- | ---- | ---- |
| 5 000 m | 13 min 49 s 4 |      | 1964 |